# 2003 FZ129
2003 FZ129, também escrito como 2003 FZ129, é um corpo menor que está localizado no disco disperso, uma região do Sistema Solar. Ele possui uma magnitude absoluta de 7,3 e tem um diâmetro estimado com cerca de 146 km.

## Descoberta
2003 FZ129 foi descoberto no dia 24 de março de 2003.

## Órbita
A órbita de 2003 FZ129 tem uma excentricidade de 0,390 e possui um semieixo maior de 62,350 UA. O seu periélio leva o mesmo a uma distância de 38,003 UA em relação ao Sol e seu afélio a 86,697 UA.